# Zeitzonen in Kanada
|  | Standardzeit | Sommerzeit | Englische Bezeichnung |
|  | UTC−03:30    | UTC−02:30  | Newfoundland Time     |
|  | UTC−04:00    | UTC−03:00  | Atlantic Time         |
|  | UTC−04:00    | UTC−04:00  | Atlantic Time         |
|  | UTC−05:00    | UTC−04:00  | Eastern Time          |
|  | UTC−05:00    | UTC−05:00  | Eastern Time          |
|  | UTC−06:00    | UTC−05:00  | Central Time          |
|  | UTC−06:00    | UTC−06:00  | Central Time          |
|  | UTC−07:00    | UTC−06:00  | Mountain Time         |
|  | UTC−07:00    | UTC−07:00  | Mountain Time         |
|  | UTC−08:00    | UTC−07:00  | Pacific Time          |

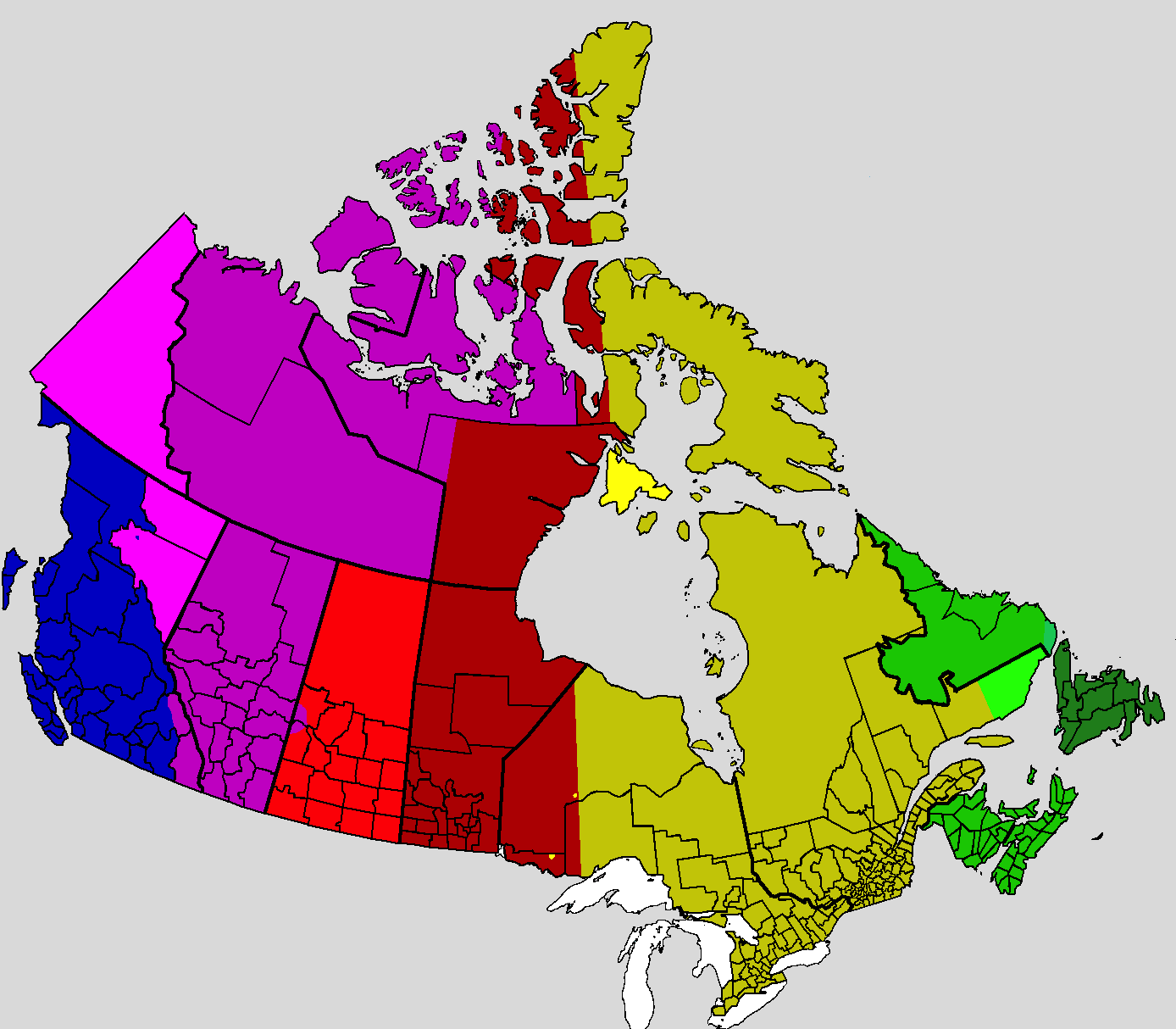
Zeitzonen in Kanada

Kanada wird in sechs Zeitzonen eingeteilt und damit nur von Russland, den Vereinigten Staaten und auch, wenn man deren Überseegebiete bzw. Außeninseln dazurechnet, von Australien und dem Vereinigten Königreich und Frankreich übertroffen. Der größte Teil des Landes verwendet eine Sommerzeit, es gibt allerdings Ausnahmen.

## Zonen

### Pacific Standard Time (UTC−8)
Die Pacific Standard Time (UTC−8, entsprechende Sommerzeit UTC−7) ist in folgenden Regionen in Gebrauch:
- British Columbia (Großteil der Provinz)

### Mountain Standard Time (UTC−7)
Die Mountain Standard Time (UTC−7, entsprechende Sommerzeit UTC−6) ist in folgenden Regionen in Gebrauch:
- Alberta
- British Columbia (die Regionaldistrikte East Kootenay und Peace River zur Gänze sowie Teile des Regionaldistriktes Columbia-Shuswap)
- Nordwest-Territorien
- Nunavut (westlich von 102° West)
- Die Gemeinde Lloydminster in Saskatchewan, die die jeweilige Zonenzeit Albertas übernimmt.
- Yukon (die MST gilt ganzjährig; 2020 wurde durch die Abschaffung der jahreszeitlichen Zeitumstellung de facto – wenn auch nicht offiziell – wieder eine Yukon Time eingeführt.[1])

### Central Standard Time (UTC−6)
Die Central Standard Time (UTC−6, entsprechende Sommerzeit UTC−5) ist in folgenden Regionen in Gebrauch:
- Manitoba,
- Nunavut (zwischen 85° West und 102° West)
- Ontario (westlich von 90° West)
- Saskatchewan (die CST gilt ganzjährig)

### Eastern Standard Time (UTC−5)
Die Eastern Standard Time (UTC−5, entsprechende Sommerzeit UTC−4) ist in folgenden Regionen in Gebrauch:
- Nunavut (östlich von 85° West, Southampton Island allerdings zur Gänze)
- Ontario (Großteil der Provinz)
- Québec (Großteil der Provinz)

### Atlantic Standard Time (UTC−4)
Die Atlantic Standard Time (UTC−4, entsprechende Sommerzeit UTC−3) ist in folgenden Regionen in Gebrauch:
- Labrador (außer dem äußersten Südosten, der die jeweilige Zeit von Neufundland übernimmt),
- New Brunswick,
- Nova Scotia,
- Prince Edward Island,
- Québec (östlich von 63° bzw. des Nateshquan-Flusses)

### Newfoundland Standard Time (UTC−3:30)
Die Newfoundland Standard Time (UTC−3:30, entsprechende Sommerzeit UTC−2:30) ist die einzige Zeitzone Kanadas ohne einen vollen Stundenbetrag Unterschied zur UTC und auf der Insel Neufundland in Gebrauch.

## Sommerzeit
Eine Sommerzeit ist in Kanada in allen Provinzen und Territorien mit Ausnahme des Yukons und Saskatchewans üblich. Obwohl die Zeithoheit in Kanada bei den Provinzen liegt, hat sich seit den 1960er-Jahren die Praxis herausgebildet, Beginn und Ende der Sommerzeit mit den USA zu synchronisieren. Auch eine Änderung der Regelung 2005, bei der der Beginn der Sommerzeit vorverlegt wurde, wurde von den einzelnen Provinzen übernommen. Einige Gemeinden, die an der Grenze von Zeitzonen liegen, übernehmen keine Sommerzeit, dies hat in den meisten Fällen keinen offiziellen Status.